# Positioniersystem

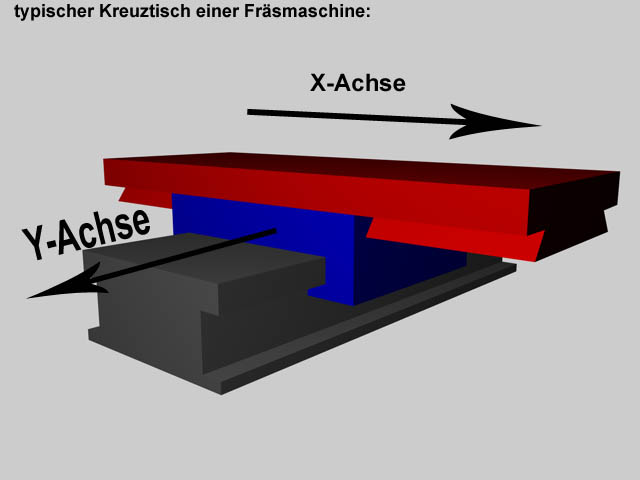
Positioniersystem mit zwei Koordinatenachsen

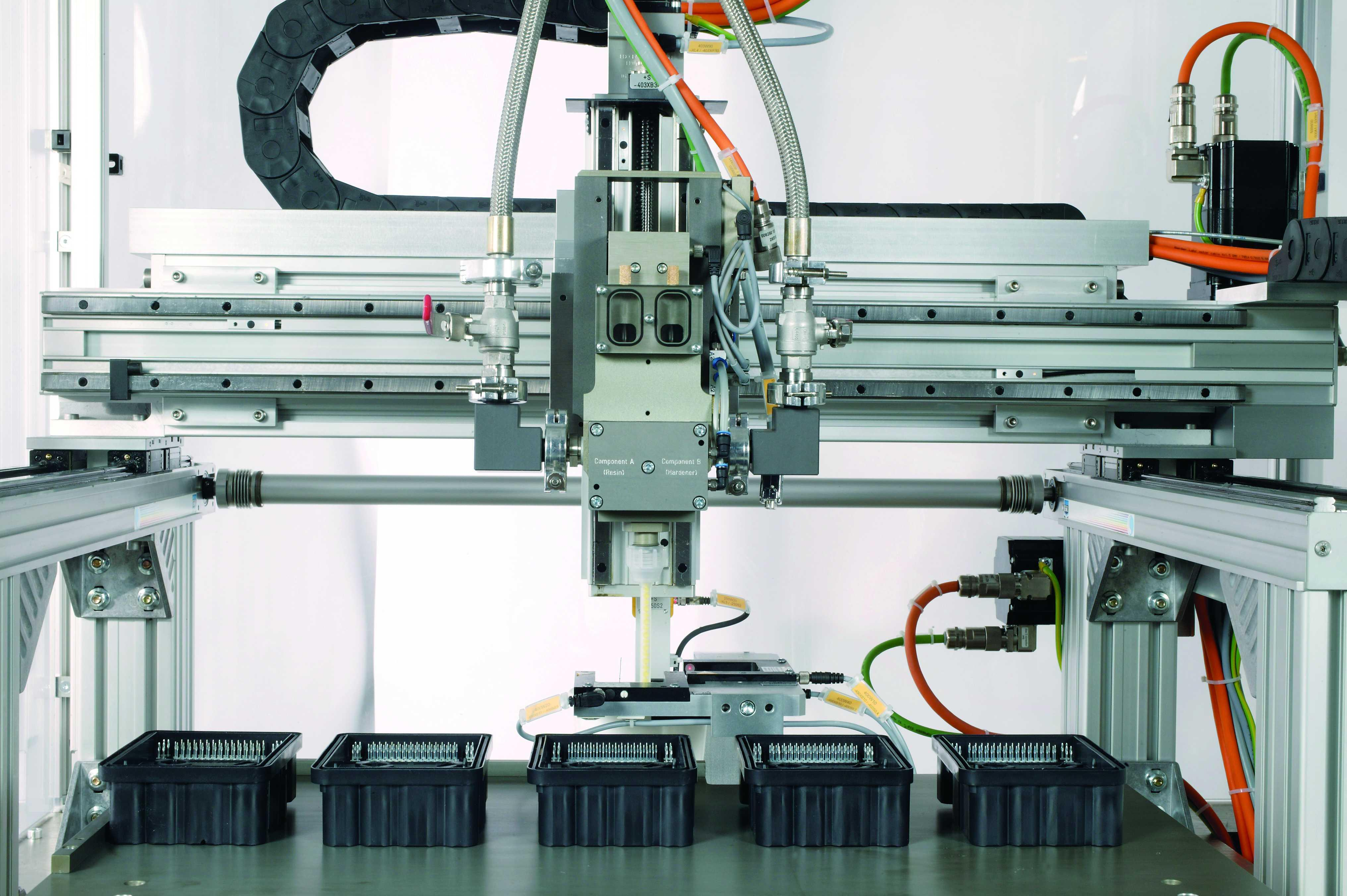
Positioniersystem mit drei Achsen

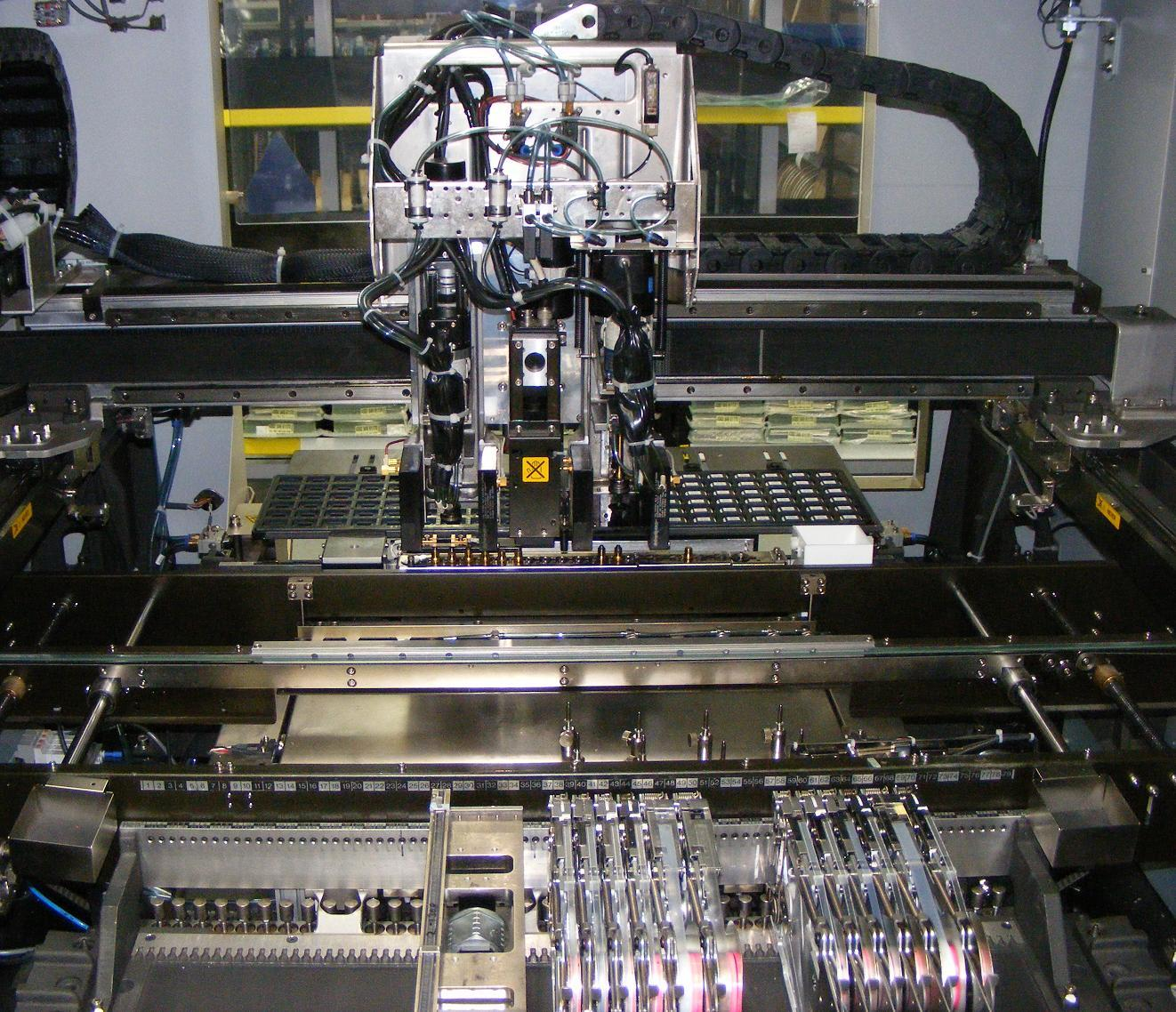
Pick-and-Place-Anwendung

Als Positioniersystem bezeichnet man antriebstechnische, ein- oder mehrachsige Systeme, die zur Positionierung von Werkstücken, Werkstückträgern, Werkzeugen oder Werkzeugträgern in Maschinen und technischen Anlagen verwendet werden.
Zu den Positioniersystemen zählen
- Linearsysteme, wie Kreuztische (X-Y-Tische) und Portalsysteme
- rotative Positioniersysteme, genannt Drehtische (auch: Rotationstische oder Rundtische), die eine Ausrichtung in einem bestimmten Winkel zur Ausgangs- bzw. Referenzposition erlauben; Beispiel: Teilapparat

Auch Industrieroboter (z. B. Portalroboter bei Koordinatenmessgeräten) erledigen z. T. Positionieraufgaben.
Weitere Anwendungsgebiete für Positioniersysteme finden sich in
- der Mikroskopie (z. B. bei Messmikroskopen)
- der Messtechnik (z. B. Motorakustik)
- der Fertigung von Wafern und Chips in der Elektronikindustrie
- der Handhabungstechnik (z. B. für Pick-and-Place Anwendungen)
- der optischen Messtechnik (hier auch mehrachsig, d. h. drei oder mehr Achsen).

## Positioniergenauigkeit
Die Positioniergenauigkeit eines Positioniersystems kann abhängig von den Erfordernissen der jeweiligen Anwendung "gewählt" werden. Sie hängt ab von
- der Genauigkeit des verwendeten Antriebs (Zahnriemen, Linearmotor, Kugelgewindetrieb etc.)
- der Präzision der verwendeten Führungen (Wellenführung, Schienenführung etc.)
- der Auflösung der Positionssteuerung.

Grundsätzlich gilt dabei: je höher die erforderliche Positioniergenauigkeit, desto höher der konstruktive Aufwand und desto genauer müssen die Komponenten des Systems gewählt werden, d. h. desto teurer das jeweilige Positioniersystem.
Je nach System werden heute Positioniergenauigkeiten von wenigen Millimetern bis hin zu Genauigkeiten unter einem µm (im Nanometerbereich) erreicht.

## Marktdurchdringung
Positioniersysteme werden heute meist von spezialisierten Unternehmen in unterschiedlichsten Bauarten und Genauigkeiten als komplette, standardisierte Baugruppen am Markt angeboten und u. U. den Erfordernissen der jeweiligen Anwendungen angepasst oder gemeinsam mit dem jeweiligen Kunden entwickelt.
Nach wie vor gibt es jedoch auch Firmen, die Positioniersysteme selbst entwickeln und bauen.